# Juan Manuel Leguizamón

a Compétitions nationales et continentales officielles uniquement.

b Matchs officiels uniquement.
Dernière mise à jour le 5 novembre 2021.
Juan Manuel Leguizamón, né le 6 juin 1983 à Santiago del Estero (Argentine), est un joueur de rugby à XV argentin, jouant au poste de troisième ligne centre (1,90 m pour 106 kg).

## Biographie
Il a honoré sa première cape internationale le 23 avril 2005 à Buenos Aires pour une victoire 68-36 contre le Japon. Il est régulièrement le capitaine de son équipe nationale depuis l'intégration de l'Argentine dans le Rugby Championship.
Juan Manuel Leguizamón compte 85 sélections avec l'équipe d'Argentine, dont 60 en tant que titulaire, depuis son premier match disputé le 23 avril 2005 à Buenos Aires contre le Japon. Il inscrit douze essais.
Il participe à trois éditions de la coupe du monde : en 2007, il joue six matchs, face à la France à deux reprises, la Géorgie, la Namibie, l'Écosse et l'Afrique du Sud et inscrit deux essais. En 2011, il dispute cinq rencontres, face à l'Angleterre, la Roumanie, l'Écosse, la Géorgie et la Nouvelle-Zélande, et inscrit un essai. En 2015, il dispute trois matchs, contre la Nouvelle-Zélande, la Géorgie et l'Afrique du Sud.
Il prend sa retraite internationale après la Coupe du monde 2019.
En novembre 2023, il est nommé entraineur de la franchise argentine des Pampas, qui dispute le Super Rugby Américas.

## Palmarès
- Vainqueur du Top 12 URBA 2004
- Médaille de bronze à la Coupe du monde 2007
- Champion de France de Pro D2 : 2014